# Acroporium affine
Acroporium affine är en bladmossart som beskrevs av Brotherus 1925. Acroporium affine ingår i släktet Acroporium och familjen Sematophyllaceae. Inga underarter finns listade i Catalogue of Life.